# Ciosaniec (województwo pomorskie)
Ciosaniec (kaszb. Hôzekrôg, niem. Hasenkrug) – osada w Polsce położona w województwie pomorskim, w powiecie słupskim, w gminie Ustka.
W latach 1975–1998 miejscowość administracyjnie należała do województwa słupskiego.
Wg zestawienia geoportal miejscowość leży w gminie Postomino (gmina), a jej jednostką nadrzędną jest Postomino.

## Nazwa
Nazwa jest tzw. chrztem nazewniczym i ma charakter pseudokulturowy. Powstała przez dodanie do przymiotnika ciosany formantu substantywizującego -ec. Niemiecka nazwa Hasenkrug ma charakter kulturowy i powstała ze złożenia dwóch członów-nazw pospolitych: Hase „zając” i Krug „karczma”.